# Monumentos de la Música Española
Monumentos de la Música Española (deutsch Denkmäler der spanischen Musik), Abkürzung: MME, ist ein Sammelwerk zur historischen spanischen Musik. Es erscheint seit 1941, vorwiegend in Barcelona, in den 1950er und 60er Jahren (auch) in Rom. Es wird vom Instituto Espanol de Musicologia des Consejo Superior de Investigaciones Científicas (Abk. CSIC; Oberster Rat für wissenschaftliche Forschung) herausgegeben. Direktor ist Antonio Ezquerro Esteban (Institución Milà y Fontanals, CSIC); Sekretär Luis Antonio González Marín (Institución Milà y Fontanals, CSIC).
Die Reihe enthält unter anderem die Opera Omnia (Sämtliche Werke) von Cristóbal de Morales und Francisco Guerrero.

## Inhaltsübersicht
- 1. La Música en la Corte de los Reyes Católicos. I. Polifonía religiosa. Estudio y edición de Higinio Anglés. 1ª ed., Madrid, Consejo Superior de Investigaciones Científicas, Instituto Diego Velázquez, 1941, 144 + 183 pp.
- 2. La Música en la Corte de Carlos V. Con la transcripción del “Libro de Cifra Nueva para tecla, arpa y vihuela”, de Luys Venegas de Henestrosa (Alcalá de Henares, 1557). Estudio y edición de Higinio Anglés. Barcelona, Consejo Superior de Investigaciones Científicas, Instituto Español de Musicología, 1944, 205 + 217 pp.
- 3. Luys de Narváez: Los seys libros del Delphin de música de cifra para tañer vihuela (Valladolid, 1538). Transcripción y estudio por Emilio Pujol. Barcelona, Consejo Superior de Investigaciones Científicas, Instituto Español de Musicología, 1945, 59 + 94 pp.
- 4. Juan Vásquez: “Recopilación de sonetos y villancicos a quatro y a cinco” (Sevilla, 1560). Transcripción y estudio por Higinio Anglés. Barcelona, Consejo Superior de Investigaciones Científicas, Instituto Español de Musicología, 1946, 48 + 227 pp.
- 5. La Música en la Corte de los Reyes Católicos. II. Polifonía profana. Cancionero Musical de Palacio (siglos XV-XVI). Volumen 1. Estudio y edición de Higinio Anglés. Barcelona, Consejo Superior de Investigaciones Científicas, Instituto Español de Musicología, 1947, 45 + 250 pp.
- 6. Francisco Correa de Arauxo: Libro de tientos y discvrsos de mvsica practica, y theorica de organo intitulado Facultad Orgánica (Alcalá, 1626). Vol. I. Transcripción y estudio por Santiago Kastner. Barcelona, Consejo Superior de Investigaciones Científicas, Instituto Español de Musicología, 1948, 76 + 209 pp.
- 7. Alonso Mudarra: Tres libros de música en cifra para vihuela (Sevilla, 1546). Transcripción y estudio por Emilio Pujol. Barcelona, Consejo Superior de Investigaciones Científicas, Instituto Español de Musicología, 1949, 99 + 135 pp.
- 8. Cancionero Musical de la Casa de Medinaceli (siglo XVI). I. Polifonía profana. Volumen I. Transcripción y estudio por Miguel Querol Gavaldá. Barcelona, Consejo Superior de Investigaciones Científicas, Instituto Español de Musicología, 1949, 58 + 135 pp.
- 9. Cancionero Musical de la Casa de Medinaceli (siglo XVI). I. Polifonía profana.  Volumen II. Transcripción y estudio por Miguel Querol Gavaldá. Barcelona, Consejo Superior de Investigaciones Científicas, Instituto Español de Musicología, 1950, 26 + 153 pp.
- 10. La Música en la Corte de los Reyes Católicos. III. Polifonía profana. Cancionero Musical de Palacio (siglos XV-XVI). Volumen 2. Estudio y edición de Higinio Anglés. Barcelona, Consejo Superior de Investigaciones Científicas, Instituto Español de Musicología, 1951, 33 + 210 pp.
- 11. Cristóbal de Morales († 1553): Opera Omnia. Volumen I. Missarum Liber Primus (Roma, 1544). Transcripción y estudio por Higinio Anglés. Roma, Consejo Superior de Investigaciones Científicas, Escuela Española de Historia y Arqueología en Roma, 1952, 73 + 314 pp.
- 12. Francisco Correa de Arauxo: Libro de tientos y discvrsos de mvsica practica, y theorica de organo intitulado Facultad Orgánica (Alcalá, 1626). Vol. II. Transcripción y estudio por Santiago Kastner. Barcelona, Consejo Superior de Investigaciones Científicas, Instituto Español de Musicología, 1952, 30 + 276 pp.
- 13. Cristóbal de Morales († 1553): Opera Omnia. Volumen II. Motetes I-XXV. Transcripción y estudio por Higinio Anglés. Roma, Consejo Superior de Investigaciones Científicas, Escuela Española de Historia y Arqueología en Roma, Instituto Español de Musicología, 1953, 38 + 202 pp.
- 14-1. La Música en la Corte de los Reyes Católicos. IV-1. Cancionero Musical de Palacio (siglos XV-XVI). Volumen 3‑A. Introducción y estudio de los textos por José Romeu Figueras. Incluye “La nota popular en la poesía amorosa cortesana”, por Jorge Rubió Balaguer (pp. VII-XVII). Barcelona, Consejo Superior de Investigaciones Científicas, Instituto Español de Musicología, 1965, XVII + 243 pp.
- 14-2. La Música en la Corte de los Reyes Católicos. IV-2. Cancionero Musical de Palacio (siglos XV-XVI). Volumen 3‑B. Edición crítica de los textos por José Romeu Figueras. Barcelona, Consejo Superior de Investigaciones Científicas, Instituto Español de Musicología, 1965, pp. 245-610.
- 15. Cristóbal de Morales († 1553): Opera Omnia. Volumen III.  Missarum Liber Secundus (Roma, 1544). Transcripción y estudio por Higinio Anglés. Roma, Consejo Superior de Investigaciones Científicas, Escuela Española de Historia y Arqueología en Roma, Instituto Español de Musicología, 1954, 42 + 192 pp.
- 16. Francisco Guerrero (1528-1599): Opera Omnia. Volumen I. Canciones y villanescas espirituales (Venecia, 1589). Primera parte, a cinco voces. Transcripción por Vicente García. Introducción y estudio por Miguel Querol Gavaldá. Barcelona, Consejo Superior de Investigaciones Científicas, Instituto Español de Musicología, 1955, 47 + 125 pp.
- 17. Cristóbal de Morales († 1553): Opera Omnia. Volumen IV. XVI Magnificat (Venecia, 1545). Transcripción y estudio por Higinio Anglés. Roma, Consejo Superior de Investigaciones Científicas, Escuela Española de Historia y Arqueología en Roma, Instituto Español de Musicología, 1956, 67 + 132 pp.
- 18. Romances y letras a tres vozes (Siglo XVII). Volumen I. Transcripción y estudio por Miguel Querol Gavaldá. Barcelona, Consejo Superior de Investigaciones Científicas, Instituto Español de Musicología, 1956, 55 + 126 pp.
- 19. Francisco Guerrero (1528-1599): Opera Omnia. Volumen II. Canciones y villanescas espirituales (Venecia, 1589). Segunda parte, a cuatro y a tres voces. Transcripción por Vicente García. Introducción y estudio por Miguel Querol Gavaldá. Barcelona, Consejo Superior de Investigaciones Científicas, Instituto Español de Musicología, 1957, 21 + 78 pp.
- 20. Cristóbal de Morales († 1553): Opera Omnia. Volumen V. Motetes XXVI-L. Transcripción y estudio por Higinio Anglés. Roma, Consejo Superior de Investigaciones Científicas, Escuela Española de Historia y Arqueología en Roma, Instituto Español de Musicología, 1959, 22 + 164 pp.
- 21. Cristóbal de Morales († 1553): Opera Omnia. Volumen VI. Missarum Liber Secundus (Roma, 1544). Segunda parte. Transcripción y estudio por Higinio Anglés. Roma, Consejo Superior de Investigaciones Científicas, Escuela Española de Historia y Arqueología en Roma, Instituto Español de Musicología, 1962, 13 + 150 pp.
- 22. Enríquez de Valderrábano. Libro de música de vihuela, intitulado Silva de Sirenas (Valladolid, 1547). Volumen I. Transcripción y estudio por Emilio Pujol. Barcelona, Consejo Superior de Investigaciones Científicas, Instituto Español de Musicología, 1965, 69 + 110 pp.
- 23. Enríquez de Valderrábano. Libro de música de vihuela, intitulado Silva de Sirenas (Valladolid, 1547). Volumen II. Transcripción y estudio por Emilio Pujol. Barcelona, Consejo Superior de Investigaciones Científicas, Instituto Español de Musicología, 1965, 13 + 95 pp.
- 24. Cristóbal de Morales († 1553): Opera Omnia. Volumen VII. Misas XVII-XXI. Transcripción y estudio por Higinio Anglés. Roma, Consejo Superior de Investigaciones Científicas, Escuela Española de Historia y Arqueología en Roma, Instituto Español de Musicología, 1964, 14 + 132 pp.
- 25. Tomás Luis de Victoria († 1611): Opera Omnia. Volumen I. Missarum Liber Primus. Primera edición por Felipe Pedrell. Nueva edición corregida y aumentada por Higinio Anglés. Roma, Consejo Superior de Investigaciones Científicas, Escuela Española de Historia y Arqueología en Roma, Instituto Español de Musicología, 1965, 26 + 145 pp.
- 26. Tomás Luis de Victoria († 1611): Opera Omnia. Volumen II. Motetes I-XXI. Primera edición por Felipe Pedrell. Nueva edición corregida y aumentada por Higinio Anglés. Roma, Consejo Superior de Investigaciones Científicas, Escuela Española de Historia y Arqueología en Roma, Instituto Español de Musicología, 1965, 39 + 133 pp.
- 27. Antonio de Cabezón (1510-1566): Obras de música para tecla, arpa y vihuela… recopiladas y puestas en cifra por Hernando de Cabezón su hijo (Madrid, 1578). Volumen I. Primera edición por Felipe Pedrell. Nueva edición corregida por Higinio Anglés. Barcelona, Consejo Superior de Investigaciones Científicas, Instituto Español de Musicología, 1966, 37 + 89 pp.
- 28. Antonio de Cabezón (1510-1566): Obras de música para tecla, arpa y vihuela… recopiladas y puestas en cifra por Hernando de Cabezón su hijo (Madrid, 1578). Volumen II. Primera edición por Felipe Pedrell. Nueva edición corregida por Higinio Anglés. Barcelona, Consejo Superior de Investigaciones Científicas, Instituto Español de Musicología, 1966, 14 + 96 pp.
- 29. Antonio de Cabezón (1510-1566): Obras de música para tecla, arpa y vihuela… recopiladas y puestas en cifra por Hernando de Cabezón su hijo (Madrid, 1578). Volumen III. Primera edición por Felipe Pedrell. Nueva edición corregida por Higinio Anglés. Barcelona, Consejo Superior de Investigaciones Científicas, Instituto Español de Musicología, 1966, 18 + 91 pp.
- 30. Tomás Luis de Victoria († 1611): Opera Omnia. Volumen III. Missarum Liber Secundus. Primera edición por Felipe Pedrell. Nueva edición corregida y aumentada por Higinio Anglés. Roma, Consejo Superior de Investigaciones Científicas, Escuela Española de Historia y Arqueología en Roma, Instituto Español de Musicología, 1967, 13 + 131 pp.
- 31. Tomás Luis de Victoria († 1611): Opera Omnia. Volumen IV. Motetes XXII-XLVI. Primera edición por Felipe Pedrell. Nueva edición corregida y aumentada por Higinio Anglés. Roma, Consejo Superior de Investigaciones Científicas, Escuela Española de Historia y Arqueología en Roma, Instituto Español de Musicología, 1968, 21 + 146 pp.
- 32. Música Barroca Española. Vol. I. Polifonía Profana (Cancioneros españoles del siglo XVII). Transcripción e introducción por Miguel Querol Gavaldá. Barcelona, Consejo Superior de Investigaciones Científicas, Instituto Español de Musicología, 1970, 45 + 132 pp.
- 33. Cancionero Musical de la Colombina (siglo XV). Transcripción y estudio por Miguel Querol Gavaldá. Barcelona, Consejo Superior de Investigaciones Científicas, Instituto Español de Musicología 1971, 66 + 103 pp.
- 34. Cristóbal de Morales († 1553): Opera Omnia. Volumen VIII. Motetes. LI-LXXV. Transcripción y estudio por Higinio Anglés. [Revisión y edición de Miguel Querol y José María Llorens]. Roma, Consejo Superior de Investigaciones Científicas, Escuela Española de Historia y Arqueología en Roma, Instituto Español de Musicología, 1971, 29 + 134 pp.
- 35. Música Barroca Española. Vol. V. Cantatas y canciones para voz solista e instrumentos (1640-1760). Transcripción y estudio por Miguel Querol Gavaldá. Barcelona, Consejo Superior de Investigaciones Científicas, Instituto Español de Musicología, 1973, 18 + 144 pp.
- 36. Francisco Guerrero (1528-1599): Opera Omnia. Volumen III. Motetes I-XXII. Introducción, biografía, estudio y transcripción por José María Llorens Cisteró. Semitonía y estructuras modales por Karl H. Müller-Lancé. Barcelona, Consejo Superior de Investigaciones Científicas, Instituto Español de Musicología, 1978, 134 + 145 pp.
- 37. Cançoner català dels segles XVI-XVIII. Recopilació, transcripció, comentaris i realització de l'acompanyament per Miquel Querol i Gavaldà. Barcelona, Consejo Superior de Investigaciones Científicas, Instituto Español de Musicología, 1979, 30 + 140 pp.
- 38. Francisco Guerrero (1528-1599): Opera Omnia. Volumen IV. Missarum Liber Primus. Introducción estudio y transcripción por José María Llorens Cisteró. Semitonía y estructuras modales por Karl H. Müller-Lancé. Barcelona, Consejo Superior de Investigaciones Científicas, Instituto Español de Musicología, 1982, 51 + 139 pp.
- 39. Música Barroca Española. Vol. VI. Teatro Musical de Calderón. Estudio, transcripción y realización del acompañamiento por Miguel Querol Gavaldá. Barcelona, Consejo Superior de Investigaciones Científicas, Instituto Español de Musicología, 1981, 38 + 182 pp.
- 40. I. Madrigales españoles inéditos del siglo XVI. II. Cancionero de la Casanatense. Transcripción y estudio por Miguel Querol Gavaldá. Barcelona, Consejo Superior de Investigaciones Científicas, Instituto Español de Musicología, 1981, 25 + 128 pp.
- 41. Música Barroca Española. Volumen II. Polifonía policoral litúrgica. Estudio y transcripción por Miguel Querol Gavaldá. Barcelona, Consejo Superior de Investigaciones Científicas, Instituto Español de Musicología, 1982, XVI + 164 pp.
- 42. Música Barroca Española. Volumen III. Villancicos polifónicos del siglo XVII. Estudio, transcripción y realización del acompañamiento por Miguel Querol Gavaldá. Barcelona, Consejo Superior de Investigaciones Científicas, Instituto Español de Musicología, 1982, XVIII + 125 pp.
- 43. Francisco Guerrero (1528-1599): Opera Omnia. Volumen V. Missarum Liber Secundus. Introducción, estudio y transcripción por José María Llorens Cisteró. Semitonía y estructuras modales por Karl H. Müller-Lancé. Barcelona, Consejo Superior de Investigaciones Científicas, Instituto Español de Musicología, 1986, 155 pp.
- 44. Juan Bautista Cabanilles (1644-1712): Versos para órgano. Volumen I. Por José María Llorens Cisteró y Julián Sagasta Galdós. Barcelona, Consejo Superior de Investigaciones Científicas, Instituto Español de Musicología, 1986, 19 +172 pp.
- 45. Francisco Guerrero (1528-1599): Opera Omnia. Volumen VI. Motetes XXIII-XLVI. Introducción, estudio y transcripción por José María Llorens Cisteró. Semitonía y estructuras modales por Karl H. Müller-Lancé. Barcelona, Consejo Superior de Investigaciones Científicas, Institución Milà i Fontanals, U.E.I. Musicología, 1987 (Depósito Legal: 1988), 193 pp.
- 46. Mateo Flecha, el Joven (1530-1604): Il Primo Libro de Madrigali. Introducción, estudio y transcripción por Mariano Lambea Castro. Barcelona, Consejo Superior de Investigaciones Científicas, Institución Milà i Fontanals, U.E.I. Musicología, 1988, 188 pp.
- 47. Música Barroca Española. Volumen IV. Canciones a solo y dúos del siglo XVII. Transcripción y realización del acompañamiento por Miguel Querol Gavaldá. Barcelona, Consejo Superior de Investigaciones Científicas, Institución Milà i Fontanals, U.E.I. Musicología, 1988, XVI + 122 pp. Reedición digital: Madrid, Editorial CSIC, 2017. Acceso gratuito / Free access:  http://libros.csic.es/product_info.php?products_id=1182
- 48. Francisco Guerrero (1528-1599): Opera Omnia. Volumen VII. Missarum Liber Tertius. Introducción, estudio y transcripción por José María Llorens Cisteró. Semitonía y estructuras modales por Karl H. Müller-Lancé. Barcelona, Consejo Superior de Investigaciones Científicas, Institución Milà i Fontanals, U.E.I. Musicología, 1991, 226 pp.
- 49. La tradición del canto litúrgico de la Pasión en España. Estudio sobre las composiciones monódicas y polifónicas del “cantus passionis” en las catedrales de Aragón y Castilla, por José Vicente González Valle. Barcelona, Consejo Superior de Investigaciones Científicas, 1992, 238 pp.
- 50. Filippo Coppola y Manuel García Bustamante: El robo de Proserpina y sentencia de Júpiter (Nápoles 1678). Estudio y edición de Luis Antonio González Marín. Barcelona, Consejo Superior de Investigaciones Científicas, Institución Milà i Fontanals, Departamento de Musicología, 1996 (Depósito Legal: 1995), 254 pp.
- 51. Francisco Guerrero (1528-1599): Opera Omnia. Volumen VIII. Missarum Liber Quartus. Introducción, estudio y transcripción por José María Llorens Cisteró. Semitonía y estructuras modales por Karl H. Müller-Lancé. Barcelona, Consejo Superior de Investigaciones Científicas, Institución Milà i Fontanals, Departamento de Musicología, 1996, 195 pp.
- 52. Francisco Guerrero (1528-1599): Opera Omnia. Volumen IX. Missarum Liber Quintus. Introducción, estudio y transcripción por José María Llorens Cisteró. Semitonía y estructuras modales por Karl H. Müller-Lancé. Barcelona, Consejo Superior de Investigaciones Científicas, Institución Milà i Fontanals, Departamento de Musicología, 1997, 224 pp.
- 53. La música en Cataluña en el siglo XVIII: Francesc Valls (1671c.-1747). Estudio y edición por Josep Pavia i Simó. Barcelona, Consejo Superior de Investigaciones Científicas, Institución Milà i Fontanals, Departamento de Musicología, 1997, 501 pp.
- 54. La música en las Catedrales en el siglo XVII: los villancicos y romances de Fray Manuel Correa. Estudio y edición  por José Vicente González Valle. Barcelona, Consejo Superior de Investigaciones Científicas, Institución Milà i Fontanals, Departamento de Musicología, 1997, 117 pp.
- 55. Villancicos aragoneses del siglo XVII de una a ocho voces. Estudio y edición por Antonio Ezquerro Esteban. Barcelona, Consejo Superior de Investigaciones Científicas, Institución Milà i Fontanals, Departamento de Musicología, 1998, 300 pp.
- 56. Francisco Guerrero (1528-1599): Opera Omnia. Volumen X. Magnificat per Omnes Tonos. Introducción, estudio y transcripción por José María Llorens Cisteró. Semitonía y estructuras modales por Karl H. Müller-Lancé. Barcelona, Consejo Superior de Investigaciones Científicas, Institución Milà i Fontanals, Departamento de Musicología, 1999, 319 pp.
- 57. Joseph Ruiz Samaniego (fl. 1653-1670): Vísperas. Estudio y edición por Luis Antonio González Marín. Barcelona, Consejo Superior de Investigaciones Científicas, Institución Milà i Fontanals, Departamento de Musicología, 1999, 264 pp.
- 58. Tonos de Francesc Valls (c. 1671-1747). Vol. I. Estudio y edición por Josep Pavia i Simó. Barcelona, Consejo Superior de Investigaciones Científicas, Institución Milà i Fontanals, Departamento de Musicología, 1999, 303 pp.
- 59. Villancicos policorales aragoneses del siglo XVII. Estudio y edición por Antonio Ezquerro Esteban. Barcelona, Consejo Superior de Investigaciones Científicas, Institución Milà i Fontanals, Departamento de Musicología, 2000, 303 pp.
- 60. La música y la poesía en cancioneros polifónicos del siglo XVII. I. Libro de Tonos Humanos (1655-1656). Vol. I. Edición a cargo de Mariano Lambea [y Lola Josa]. Barcelona, Consejo Superior de Investigaciones Científicas, Institución Milà i Fontanals, Departamento de Musicología, 2000, 303 pp.
- 61. [Francisco Xavier García Fajer, “El Españoleto” (1730-1809)]: Siete palabras de Cristo en la Cruz. Estudio y edición por José Vicente González Valle. Barcelona, Consejo Superior de Investigaciones Científicas, Institución Milà i Fontanals, Departamento de Musicología, 2000, 118 pp.
- 62. Francisco Guerrero (1528-1599): Opera Omnia. Volumen XI. Salmos de Vísperas - Pasionarios. Introducción, estudio y transcripción por José María Llorens Cisteró. Semitonía y estructuras modales por Karl H. Müller-Lancé. Barcelona, Consejo Superior de Investigaciones Científicas, Institución Milà i Fontanals, Departamento de Musicología, 2001, 220 pp.
- 63. Joseph Ruiz Samaniego (fl. 1653-1670): Villancicos (de dos a dieciséis voces). Estudio y edición de Luis Antonio González Marín. Barcelona, Consejo Superior de Investigaciones Científicas, Institución Milà i Fontanals, Departamento de Musicología, 2001, 249 pp.
- 64. Tonos de Francesc Valls (c. 1671-1747). Vol. II. Estudio y edición por Josep Pavia i Simó. Barcelona, Consejo Superior de Investigaciones Científicas, Institución Milà i Fontanals, Departamento de Musicología, 2001, 288 pp.
- 65. Tonos humanos, letras y villancicos catalanes del siglo XVII. Estudio y edición por Antonio Ezquerro Esteban. Barcelona, Consejo Superior de Investigaciones Científicas, Institución Milà i Fontanals, Departamento de Musicología, 2002, 335 pp.
- 66. Francisco Guerrero (1528-1599): Opera Omnia. Volumen XII. Himnos de Vísperas. Introducción, estudio y transcripción por José María Llorens Cisteró. Semitonía y estructuras modales por Karl H. Müller-Lancé. Barcelona, Consejo Superior de Investigaciones Científicas, Institución Milà i Fontanals, Departamento de Musicología, 2002, 287 pp.
- 67. La música y la poesía en cancioneros polifónicos del siglo XVII. II. Libro de Tonos Humanos (1655-1656). Vol. II. Introducción y edición crítica de Mariano Lambea y Lola Josa. Madrid-Barcelona, Consejo Superior de Investigaciones Científicas, Institución Milá y Fontanals, Departamento de Musicología, 2003, 285 pp.
- 68. Francisco Guerrero (1528-1599): Opera Omnia. Volumen XIII. Motetes del santoral, XLVII-LXXV Introducción, estudio y transcripción por Josep M. Llorens i Cisteró. Semitonía y estructuras modales por Karl H. Müller-Lancé. Barcelona, Consejo Superior de Investigaciones Científicas, Institución Milà i Fontanals, Departamento de Musicología, 2003, 303 pp.
- 69. Música instrumental en las catedrales españolas en la época ilustrada (conciertos, versos y sonatas, para chirimía, oboe, flauta y bajón –con violines y/u órgano)–, de La Seo y El Pilar de Zaragoza). Estudio y edición por Antonio Ezquerro Esteban. Barcelona, Consejo Superior de Investigaciones Científicas, Institución Milà i Fontanals, Departamento de Musicología, 2004, 303 pp.
- 70. Música para exequias en tiempo de Felipe IV. Estudio y edición por Luis Antonio González Marín, Barcelona, Consejo Superior de Investigaciones Científicas, Institución Milà i Fontanals, Departamento de Musicología, 2004, 303 pp.
- 71. La música y la poesía en cancioneros polifónicos del siglo XVII. IV. Libro de Tonos Humanos (1655-1656). Vol. III. Introducción y edición crítica de Mariano Lambea y Lola Josa. Madrid, Consejo Superior de Investigaciones Científicas, Institución Milà i Fontanals, Departamento de Musicología, 2005, 303 pp.
- 72. Francisco Guerrero (1528-1599). Opera Omnia. Volumen XIV. Motetes de tempore et alia, LXXVI-CVII. Introducción, estudio y transcripción por José María Llorens Cisteró. Semitonía y estructuras modales por Karl H. Müller-Lancé. Barcelona, Consejo Superior de Investigaciones Científicas, Institución Milà i Fontanals, Departamento de Musicología, 2005, 301 pp.
- 73. La misa policoral en Cataluña en la segunda mitad del siglo XVII. Introducción, estudio y transcripción de Francesc Bonastre. Barcelona, Consejo Superior de Investigaciones Científicas, Institución Milà i Fontanals, Departamento de Musicología, 2005, 351 pp.
- 74-1. Pedro Cerone: El Melopeo y Maestro (Nápoles, J. B. Gargano y L. Nucci, 1613). Vol. I. Edición de Antonio Ezquerro Esteban, Barcelona, Consejo Superior de Investigaciones Científicas, Institución Milà i Fontanals, Departamento de Musicología, 2007, 840 pp.
- 74-2. Pedro Cerone: El Melopeo y Maestro (Nápoles, J. B. Gargano y L. Nucci, 1613). Vol. II. Edición de Antonio Ezquerro Esteban, Barcelona, Consejo Superior de Investigaciones Científicas, Institución Milà i Fontanals, Departamento de Musicología, 2007, pp. 841-1391.
- 75. Tomás de Santa María: Libro llamado Arte de Tañer Fantasía (Valladolid, 1565). Edición de Luis Antonio González Marín. Barcelona, Consejo Superior de Investigaciones Científicas, Institución Milà i Fontanals, Departamento de Musicología, 2007, 460 pp.
- 76. José Teixidor: Tratado fundamental de la Música (1804c). Edición de Josep Pavía i Simó. Barcelona, Consejo Superior de Investigaciones Científicas, Institución Milà i Fontanals, Departamento de Musicología, 2009, XXVI + 364 + 250 pp.
- 77. El Doctor Bartolomeo Giovenardi (ca. 1600-1668), teórico musical entre Italia y España, por María Sanhuesa Fonseca. Barcelona, Consejo Superior de Investigaciones Científicas, Institución Milà i Fontanals, Departamento de Musicología, 2009, XIV + 175 pp.
- 78. Cristóbal de Morales († 1553): Opera Omnia. Volumen IX. Officium, Missa et Motecta Defunctorum. Introducción, estudio y transcripción por Josep Maria Llorens Cisteró. Barcelona, Consejo Superior de Investigaciones Científicas, Institución Milà i Fontanals, Departamento de Musicología, 2010, XIV + 131 pp.
- 79. El piano en Valencia en los años del cambio al siglo XX (1879-1916), por Victoria Alemany Ferrer. Barcelona, Consejo Superior de Investigaciones Científicas, Institución Milà i Fontanals, Departamento de Musicología, 2010, XI + 136 pp.
- 80. La práctica del canto según Manuel García. Ejercicios y arias de ópera del Tratado Completo del Arte del Canto, por Lucía Díaz Marroquín y Mario Villoria Morillo. Madrid, Consejo Superior de Investigaciones Científicas; [Barcelona], Institución Milà i Fontanals, Departamento de Musicología, 2012, X + 177 pp.
- 81. Piezas para clave, órgano y piano en dos cuadernos misceláneos españoles del siglo XIX. [Estudio y] edición de Celestino Yáñez Navarro. Madrid, Consejo Superior de Investigaciones Científicas; [Barcelona], Institución Milà i Fontanals, Departamento de Musicología, 2013, 161 pp.
- 82. José Castel (¿1737?-1807): La fontana del placer (1776). Zarzuela en dos actos. Libreto de Bruno Solo de Zaldívar. Estudio y edición de Juan Pablo Fernández-Cortés; presentación de María Gembero-Ustárroz. Madrid, Consejo Superior de Investigaciones Científicas, Editorial CSIC; Barcelona, Institución Milá y Fontanals, Departamento de Ciencias Históricas: Musicología, 2016, CVI + 366 pp.
- 82-2. José Castel (¿1737?-1807): La fontana del placer (1776). Zarzuela en dos actos. Libreto de Bruno Solo de Zaldívar. Partes sueltas. Edición de Juan Pablo Fernández-Cortés. “Presentación” de María Gembero-Ustárroz. Madrid, Consejo Superior de Investigaciones Científicas, Editorial CSIC; Barcelona, Institución Milá y Fontanals, Departamento de Ciencias Históricas: Musicología, 2020, 682 pp., ed. digital no venal. ISMN: 979-0-69230-474-6; e‑NIPO: 833-20-174-8.
- 83. Vicente Ripollés Pérez (1867-1943): Música en torno al Motu proprio para la catedral de Sevilla. Volumen 1. Misas. Estudio y edición de Miguel López-Fernández; presentación de María Gembero-Ustárroz. Madrid, Consejo Superior de Investigaciones Científicas, Editorial CSIC; Barcelona, Institución Milá y Fontanals, Departamento de Ciencias Históricas: Musicología, 2017, LXXXI + 216 pp.
- 84. Jacinto Valledor (1744-1809). Tonadillas. Volumen 1. Obras del periodo 1768-1778. Estudio y edición de Aurèlia Pessarrodona; presentación de María Gembero-Ustárroz. Madrid, Consejo Superior de Investigaciones Científicas, Editorial CSIC; Barcelona, Institución Milá y Fontanals, 2019, CVII + 412 pp.
- 85. Vicente Ripollés Pérez (1867-1943): Música en torno al Motu proprio para la catedral de Sevilla. Volumen 2. Obras para el oficio divino y otras piezas sacras. Estudio y edición de Miguel López-Fernández; presentación de María Gembero-Ustárroz. Madrid, Consejo Superior de Investigaciones Científicas, Editorial CSIC; Barcelona, Institución Milá y Fontanals, Departamento de Ciencias Históricas: Musicología, 2019.
- 86. Jacinto Valledor (1744-1809). Tonadillas. Volumen 2. Obras del periodo 1768-1778. Estudio y edición de Aurèlia Pessarrodona. 2022.